# 西大塚駅
西大塚駅（にしおおつかえき）は、山形県東置賜郡川西町大字西大塚にある山形鉄道フラワー長井線の駅である。川西町では唯一の山形鉄道の駅である。

## 歴史
- 1914年（大正3年）11月15日：長井軽便線梨郷 - 長井間開通と共に開業[1]。
- 1961年（昭和36年）6月10日：貨物取扱廃止[1]。
- 1965年（昭和40年）4月1日：業務委託駅となる[2]。
- 1971年（昭和46年）10月1日：荷物扱い廃止[3]。無人駅となる[4]。ただし、翌年3月31日までは（日曜・祝日を除く）6時から15時半まで旅客扱い要員を1名配置する[5]。
- 1972年（昭和47年）7月1日：簡易委託駅となる[6]。
- 1987年（昭和62年）4月1日：国鉄分割民営化に伴い、JR東日本の駅となる[1]。
- 1988年（昭和63年）10月25日：山形鉄道へ移管[1][7]。
- 1999年（平成11年）4月1日：簡易委託廃止[2]。
- 2015年（平成27年）8月4日：駅本屋及びプラットホームが登録有形文化財に登録される[8]。

## 駅構造
単式ホーム1面1線の地上駅である。駅舎の脇には切欠きホームがあり、かつては荒砥方面から分岐した側線がここに入っており貨物用に使用されていたが線路は撤去されている。
駅舎は国鉄時代からの古い木造駅舎で長井線では標準形のものにあたる。古くは時庭駅や梨郷駅などにも同型のものがあったが改築され、いまやフラワー長井線内で木造駅舎を見ることは少なくなった。
以前は委託駅であったが、1999年（平成11年）の4月1日からは完全な無人駅となっている。

## 利用状況
1日平均乗車人員は下記の通りである。
| 乗車人員推移 | 乗車人員推移     |
| 年度         | 一日平均乗車人員 |
| ------------ | ---------------- |
| 1997         | 35               |
| 1998         | 32               |
| 1999         | 32               |
| 2000         | 33               |
| 2001         | 31               |
| 2002         | 30               |
| 2003         | 28               |
| 2004         | 29               |
| 2005         | 27               |
| 2006         | 25               |
| 2007         | 25               |
| 2008         | 25               |
| 2009         | 22               |
| 2010         | 23               |
| 2011         | 23               |
| 2012         | 22               |
| 2013         | 20               |
| 2014         | 19               |
| 2015         | 18               |
| 2016         | 18               |
| 2017         | 18               |

## 駅周辺
長井市・南陽市・川西町三者の境界に近い。田園地帯であるが比較的人家があるほうである。
- 大塚郵便局
- 公立置賜総合病院
- 最上川
- 国道287号
- 国道113号

## その他
- ゲーム「さくら、咲きました。」に当駅が美春駅として登場する。

## 隣の駅
山形鉄道
■フラワー長井線
梨郷駅 - 西大塚駅 - 今泉駅